# Tadeusz Świątkowski

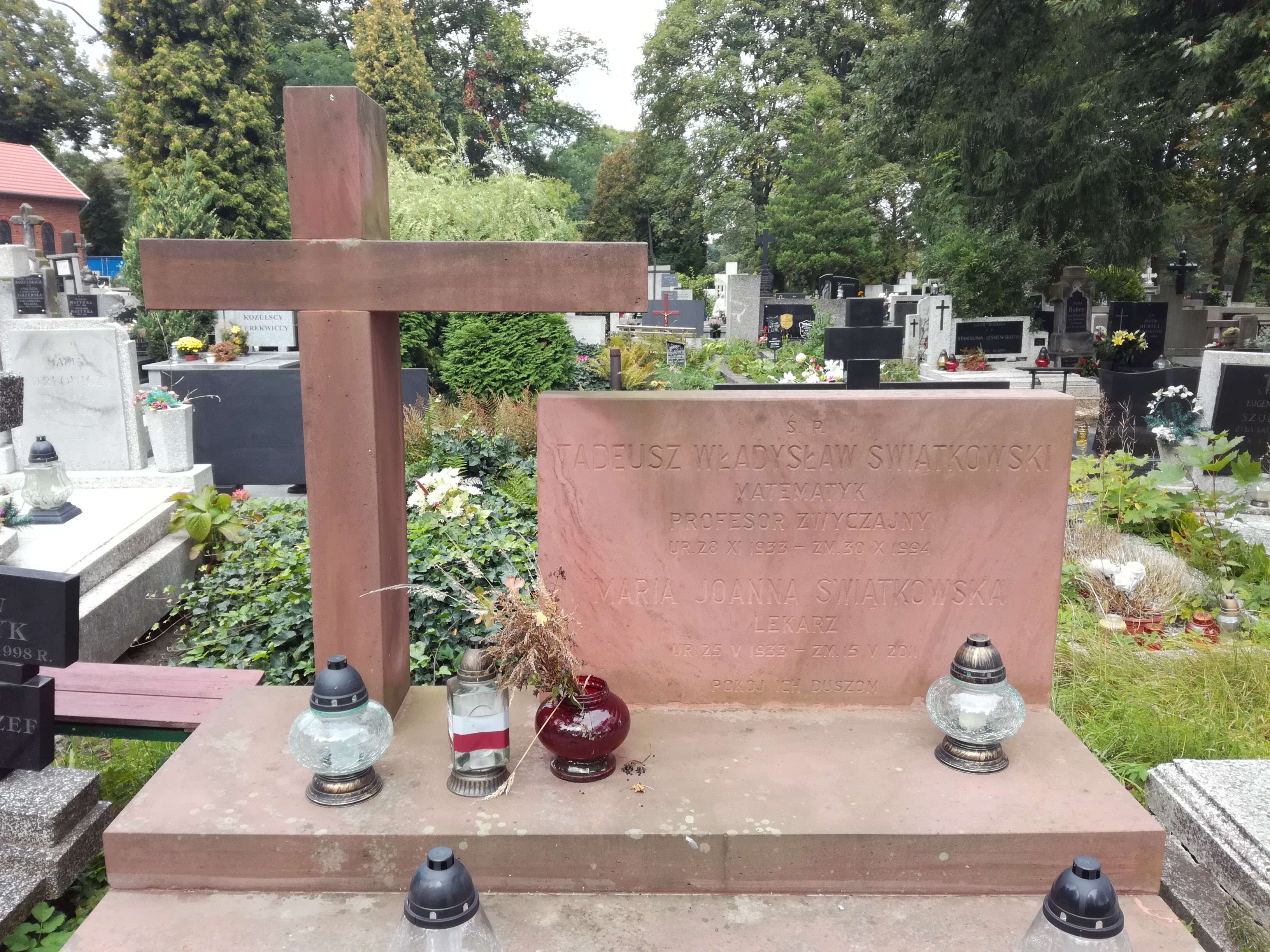
Grób Tadeusza Świątkowskiego na Starym Cmentarzu w Łodzi

Tadeusz Świątkowski (ur. 28 listopada 1933 w Bełchatowie, zm. 30 października 1994 w Łodzi) – polski matematyk, specjalista w dziedzinie funkcji rzeczywistych, profesor Politechniki Łódzkiej.

## Życiorys
W latach 1951–55 studiował matematykę na Uniwersytecie Łódzkim. W 1954 roku rozpoczął pracę na stanowisku asystenta na Politechnice Łódzkiej. W latach 1959–1962 pracował na Uniwersytecie Łódzkim, a następnie ponownie na Politechnice Łódzkiej.
W 1960 uzyskał stopień naukowy doktora nauk matematycznych za pracę dotyczącą równoważności funkcji mierzalnych i całkowalnych. Promotorem był profesor Witold Janowski. Artykuł przedstawiający jej wyniki „Sur une transformation d'une fonction mesurable en une fonction sommable” ukazał się w 1963 roku w Fundamenta Mathematicae. W 1961 zdobył nagrodę PTM dla młodych matematyków, a rok później wziął ślub z Marią Waliszewską (siostrą innego znanego łódzkiego matematyka – profesora Włodzimierza Waliszewskiego). Miał dwójkę dzieci: syna Stefana i córkę Joannę. W 1966 uzyskał stopień doktora habilitowanego za pracę „O warunkach wystarczających monotoniczności funkcji”, w której rozwiązał problem postawiony przez Zygmunta Zahorskiego. Uzyskane wyniki zostały opublikowane w artykule „On the conditions of monotonicity of functions” (Fundamenta Mathematicae, 1966). Jego prace z dziedziny funkcji rzeczywistych stały się podstawą do stworzenia takich pojęć, jak: path derivatives, local systems, Świątkowski property, Świątkowski function.
W latach 1968–1972 współprowadził wykłady telewizyjne dla studentów studiów dla pracujących wyższych uczelni technicznych. Program nosił tytuł „Politechnika TV”, kierownikiem kursu był profesor Włodzimierz Krysicki. Był współautorem kilku książek popularyzujących matematykę.
W 1978 otrzymał tytuł profesora nadzwyczajnego. Wypromował 40 doktorów nauk matematycznych. Dorobek naukowy obejmuje ponad 30 opublikowanych prac. Przez wiele lat obejmował stanowisko dyrektora Instytutu Matematyki Politechniki Łódzkiej.
Posiadał wiele odznaczeń między innymi Medal Komisji Edukacji Narodowej i Krzyż Kawalerski Orderu Odrodzenia Polski.
Został pochowany na Starym Cmentarzu w Łodzi.